# Tatara

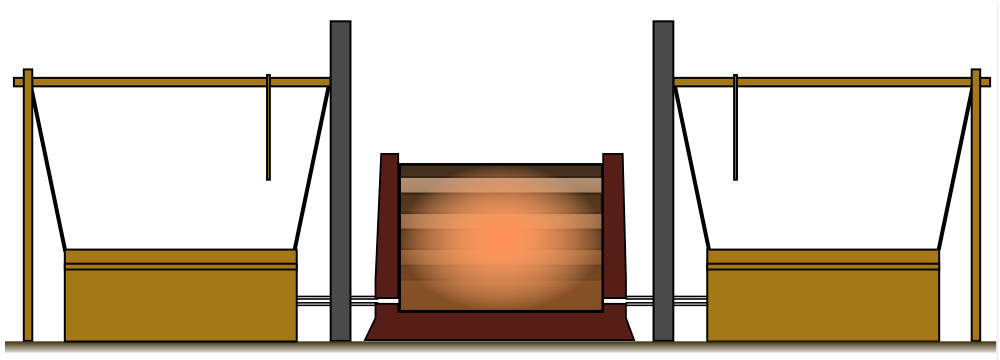
Costruzione di un tatara. I due mantici sono posti ai lati del forno.

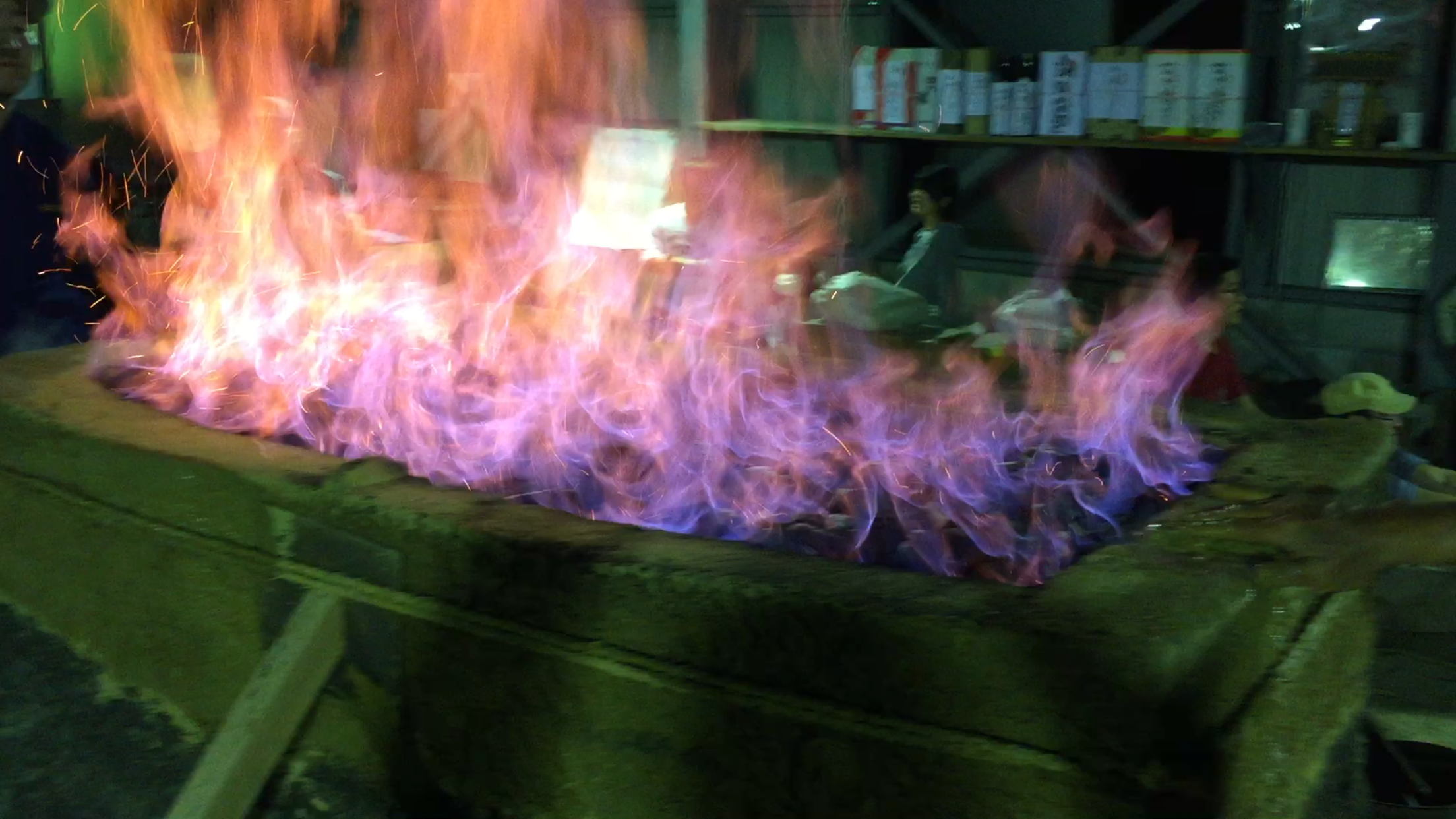
il carbone viene aggiunto in una fornace-tatara d'argilla a Niimi, Okayama finché non viene raggiunta una tempetura superiore agli 800 °C.

Il tatara (鑪?) è la tradizionale fornace giapponese usata per fondere e raffinare l'acciaio e il ferro grezzi. L'acciaio tradizionale adoperato in Giappone proviene dalla sabbia ferrifera (satetsu) lavorata in una maniera particolare, detta sistema tatara. La parola è successivamente arrivata a significare l'intero edificio ospitante la fornace. 
Nelle prime produzioni di acciaio in Giappone venivano usati i minerali di ferro. Il processo di fabbricazione dell'acciaio a partire dalla sabbia ferrifera fu condotto dapprima nella provincia di Kibi, la quale divenne la base della scuola Bizen della forgiatura di spade, intorno alla metà del VI secolo, e si ritiene che l'utilizzo della sabbia ferrifera possa essersi poi diffuso da Kibi in varie parti del Giappone. Nel Giappone occidentale, per raffinare il ferro veniva utilizzata una fornace bassa a forma di scatola, affine ma diversa dallo stile cinese e coreano, mentre nel Giappone orientale oltre a questo tipo di fornace veniva adoperata una fornace verticale esclusiva del Giappone.
Nel Medioevo, le fornaci erano ingrandite per produrre più acciaio di maggior qualità, e anche le strutture sotterranee erano molto grandi e complicate al fine di tenere la fornace calda e ridurre l'umidità. Inoltre, si cominciò ad adottare un nuovo e più efficiente metodo di raccolta della sabbia ferrifera, detto kanna nagashi (鉄穴流), che faceva uso dei corsi d'acqua.
Nel periodo Edo, la produzione d'acciaio nei tatara venne ulteriormente migliorata fino a raggiungere lo stile di fabbricazione usato tutt'oggi. La fabbricazione tatara viene eseguita in un edificio detto takadono (高殿), e uno spazio detto Hondoko (本床), dove viene disposto il carbone, e uno spazio detto Kobune (小舟), che ha una lunga intercapedine. Questi vengono installati sotto la fornace, completando la struttura sotterranea nota come Hondoko zuri (本床釣り). Verso la fine del XVII secolo, la fabbricazione tatara adottò un'invenzione rivoluzionaria: si tratta di un mantice a piede chiamato tembin fuigo (天秤鞴), che può soffiare una grande quantità di aria all'interno della fornace per incrementarne la temperatura. Di conseguenza, è possibile creare acciaio di alta qualità in maggiori quantità.
Entro il 1920, le fornaci-tatara smisero di essere economicamente vantaggiose e furono chiuse in concomitanza con l'avvento in Giappone degli altoforni occidentali. Nel 1977, la Società per la preservazione delle spade giapponese e delle armi da fuoco storiche (Nihon Bijutsu Token Hozon Kyokai) con l'approvazione del dipartimento dell'ambiente del governo giapponese costruì una fornace-tatara per ricreare le spade giapponesi. Una delle rimanenti tatara ancora in attività è la tatara Nittoho nella prefettura di Shimane.

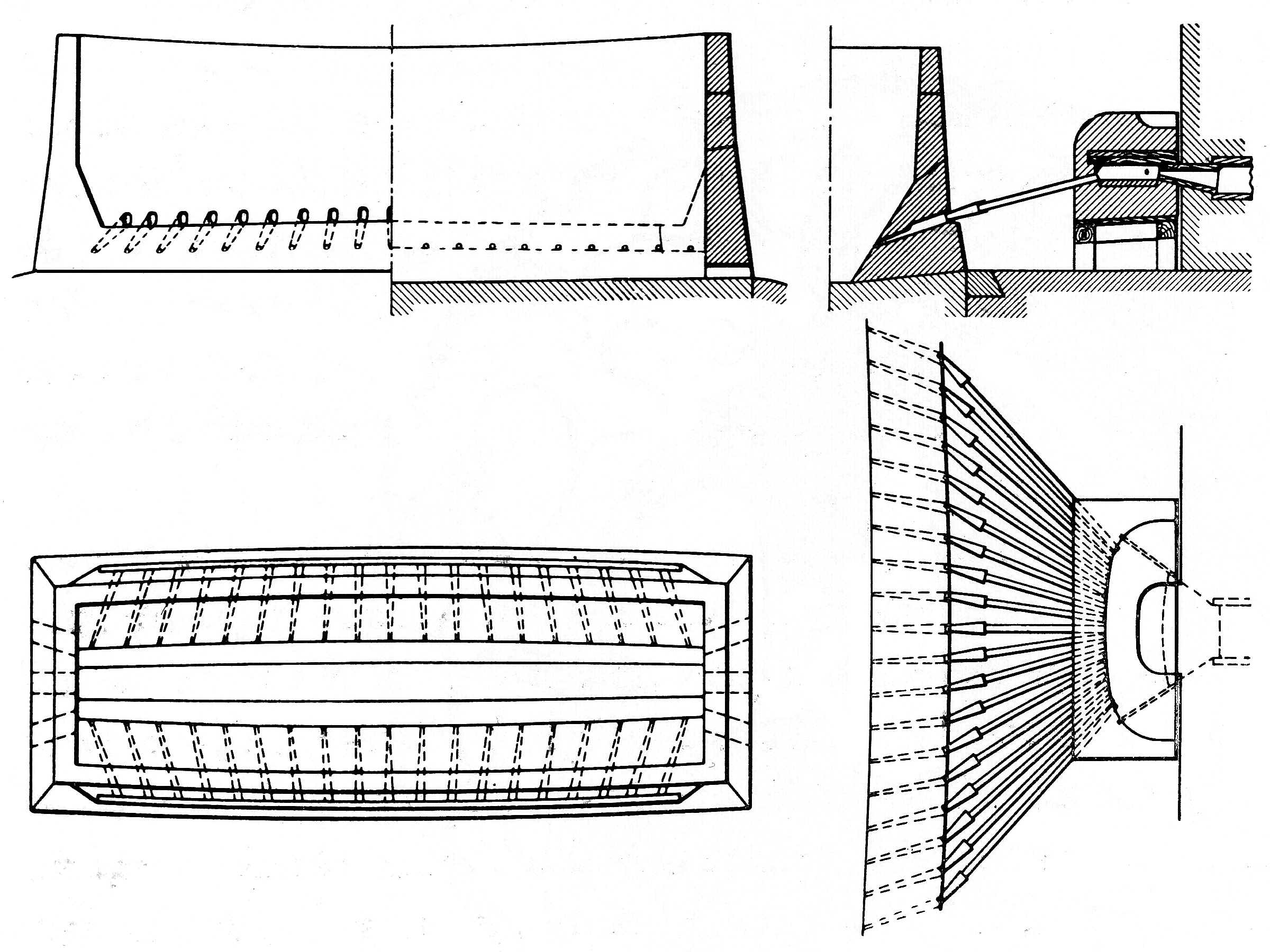
Disegno ingegneristico di una fornace-tatara giapponese

L'acciaio utilizzato nella fabbricazione delle spade giapponesi è noto come tamahagane.